# Huaxi, Chongqing
Huaxi (kinesiska: 花溪)  är ett stadsdelsdistrikt i sydvästra Kina. Det ligger i stadsdistriktet Banan  i storstadsområdet Chongqing, omkring 12 kilometer söder om det centrala stadsdistriktet Yuzhong.